# Djävulssonaten
Djävulssonaten: ur det svenska hatets historia är en historisk essä av Ola Larsmo, utgiven av Albert Bonniers Förlag 2007.
Boken skildrar det så kallade Bollhusmötet i februari 1939 då ett stort antal Uppsalastudenter protesterade mot att Sverige skulle ta emot ett fåtal judiska flyktingar från Nazityskland.
I ett avslutande kapitel skildras sedan vilka konsekvenser beslutet att avstå från att ta emot dessa flyktingar fick för en enskild person. Här berättar Larsmo om den norskjudiske musikern Leif Wolfbergs (född Leiba Wolfberg i Litauen) öde när han avvisades från Sverige 1941 och i stället hamnade i koncentrationsläger i Auschwitz.
Boken nominerades till Augustpriset 2007.